# 雄大 (キックボクサー)
雄大（ゆうだい、1991年1月24日 - ）は、日本の男性キックボクサー。埼玉県出身。治政館所属。K-1甲子園初代王者。新日本キックボクシング協会 日本フェザー級王者。
治政館に所属する武田幸三を目標としている。武田は「才能は俺より上。ハートも強い。末恐ろしい逸材」と評価している。
K-1甲子園2010優勝の翔栄は実弟。

## 来歴
3歳で空手を始め、小学校4年生で武田幸三に憧れキックボクシングを始める。
ジュニア大会で21回の優勝を誇る。HIROYAとも、空手大会、アマチュアキックボクシング大会で2度対戦しており1勝1引き分けであった。
中学卒業後、武田幸三の所属する治政館に入門。治政館で寮生活を行い、昼間はアルバイトをしながら、松栄学園高等学校（通信制）に通っていた。
2007年12月31日、K-1 PREMIUM 2007 Dynamite!!で初開催された「K-1甲子園」に出場。1回戦で久保賢司と対戦し、判定勝ち。決勝でもHIROYAに延長R判定勝ち、優勝を果たし、K-1甲子園初代王者となった。武田幸三もリング下で観戦した。試合後の検査で左耳鼓膜を損傷していたことが判明した。
2008年5月25日、新日本キックボクシング協会デビュー戦で周興華と対戦し、判定勝ち。
2009年10月25日、新日本キックボクシング協会「MAGNUM 21」でディンプン・チューワッタナ（タイ）と対戦し、判定ドロー。プロデビュー以来、初めて勝利を逃した。
2010年1月17日、新日本キックボクシング協会「BRAVE HEARTS 13」で同級3位古河たすくと対戦し、判定勝ち。新日本キックのリングでの初めての日本人との対戦となった。
2010年11月21日、新日本キックボクシング協会「SLEDGE HAMMER-1」で元ラジャダムナン・スタジアム認定フェザー級王者チャイディー・カー（タイ）と対戦し、3Rに肘打ちでチャイディーの鼻を折ると、TKO勝ちした。この日、初となるメインイベンターに抜擢。
2011年1月16日、新日本キックボクシング協会「BRAVE HEARTS 15」の日本フェザー級王座決定戦で同級1位菊地大介と対戦し、3-0の判定勝ち。無敗のまま日本フェザー級王座を獲得した。
2011年8月28日、新日本キックボクシング協会「BRAVE HEARTS 17」にて現役引退を発表した。

## 戦績

### プロキックボクシング
| キックボクシング 戦績 | キックボクシング 戦績 | キックボクシング 戦績 | キックボクシング 戦績 | キックボクシング 戦績 | キックボクシング 戦績 | キックボクシング 戦績 |
| --------------------- | --------------------- | --------------------- | --------------------- | --------------------- | --------------------- | --------------------- |
| 12 試合               | (T)KO                 | 判定                  | その他                | 引き分け              | 無効試合              |                       |
| 11 勝                 | 4                     | 7                     | 0                     | 1                     | 0                     |                       |
| 0 敗                  | 0                     | 0                     | 0                     | 1                     | 0                     |                       |

| 勝敗 | 対戦相手                       | 試合結果                                               | 大会名                                                                     | 開催年月日     |
| ○    | 菊地大介                       | 5R終了 判定3-0                                         | 新日本キックボクシング協会「BRAVE HEARTS 15」 【日本フェザー級王座決定戦】 | 2011年1月16日  |
| ○    | チャイディー・カー             | 3R終了時 TKO（ドクターストップ：肘打ちによる鼻の負傷） | 新日本キックボクシング協会「SLEDGE HAMMER-1」                              | 2010年11月21日 |
| ○    | メコーレック・ソーキングスター | 2R 2:45 KO（3ノックダウン：右ローキック）              | 新日本キックボクシング協会「BRAVE HEARTS 14」                              | 2010年8月29日  |
| ○    | 田中義人                       | 3R終了 判定2-0                                         | 新日本キックボクシング協会「FINAL 武田幸三引退記念興行」                   | 2010年5月16日  |
| ○    | 古河たすく                     | 3R終了 判定1-0（試合後の抗議により雄大の判定勝ちに）   | 新日本キックボクシング協会「BRAVE HEARTS 13」                              | 2010年1月17日  |
| △    | ディンプン・チューワッタナ     | 3R終了 判定1-0                                         | 新日本キックボクシング協会「MAGNUM 21」                                    | 2009年10月25日 |
| ○    | 熊沛傑                         | 2R 2:56 KO（3ノックダウン：肘打ち）                    | 新日本キックボクシング協会「BRAVE HEARTS 12」                              | 2009年8月30日  |
| ○    | ペッパカム・アントーン         | 3R終了 判定2-0                                         | 新日本キックボクシング協会「BRAVE HEARTS 11」                              | 2009年5月31日  |
| ○    | 周基勳                         | 1R 2:42 KO（左ハイキック）                             | 新日本キックボクシング協会「TITANS NEOS V」                                | 2009年3月29日  |
| ○    | 杜恆霖                         | 3R終了 判定3-0                                         | 新日本キックボクシング協会「BRAVE HEARTS 10」                              | 2009年1月18日  |
| ○    | 金泰奐                         | 3R終了 判定3-0                                         | 新日本キックボクシング協会「BRAVE HEARTS 9」                               | 2008年8月31日  |
| ○    | 周興華                         | 3R終了 判定3-0                                         | 新日本キックボクシング協会「BRAVE HEARTS 8」                               | 2008年5月25日  |

### アマチュアキックボクシング
| 勝敗 | 対戦相手 | 試合結果             | 大会名                                                                     | 開催年月日     |
| ○    | HIROYA   | 3R+延長R終了 判定2-1 | K-1 PREMIUM 2007 Dynamite!! 【K-1甲子園 U-18日本一決定トーナメント 決勝】  | 2007年12月31日 |
| ○    | 久保賢司 | 3R終了 判定3-0       | K-1 PREMIUM 2007 Dynamite!! 【K-1甲子園 U-18日本一決定トーナメント 1回戦】 | 2007年12月31日 |

## 獲得タイトル
- WMF 第3回アマチュアムエタイ世界選手権 ジュニア フェザー級（57kg未満） 銅メダル（2006年）[6]
- WMF 第4回アマチュアムエタイ世界選手権 ジュニア バンタム級（54kg未満） 銅メダル（2007年）[7]
- K-1甲子園 2007 優勝
- 新日本キックボクシング協会 日本フェザー級王座

## テレビドラマ出演
- 示談交渉人 ゴタ消し 最終話（2011年3月31日、読売テレビ）警察官役
- 平清盛（2012年7月）、（NHK）、重仁親王役